# World of Guns: Gun Disassembly
World of Guns: Gun Disassembly est un jeu vidéo cross genre puzzle/simulation où le joueur utilise/démonte-monte diverses armes à feu ou d'autres appareils comme des automobiles, des motos ou des avions. Il a été initialement publié en 2014 sous Windows et Facebook et est ensuite sorti sur le réseau social VKontakte, ainsi que OS X, iOS et Android. Le jeu est la suite de la série Gun Disassembly du même développeur, d'abord sorti en 2010.
Le logiciel peut être utilisé à la fois comme une encyclopédie interactive sur les armes à feu et un jeu de puzzle où il faut monter/démonter un modèle dans l'ordre des pièces et en un minimum de temps.

## Système de jeu
Le joueur est présenté avec un modèle interactif d'une arme à feu (ou un autre appareil) dans un environnement 3D. Le joueur a le contrôle complet de la caméra, ainsi que des options de visualisation supplémentaires lui permettant d'explorer la conception mécanique intérieure de l'objet. Il s'agit notamment d'une vue à rayons X multicouches et de plusieurs paramètres de ralenti.
Selon le mode de jeu, le joueur doit soit apprendre le bon fonctionnement de l'arme, soit effectuer son démontage ou son assemblage. Les modes de jeu sont disposés dans l'ordre croissante de complexité. Chaque modèle a des classements locaux et globaux et un ensemble de réalisations dans le jeu. Le jeu comprend des stands de tir interactifs avec des objectifs chronométrés, ainsi que des fonctionnalités supplémentaires comme des quiz et un éditeur de skin pour armes.
World of Guns: Gun Disassembly est un free-to-play. Pour déverrouiller les modèles initialement indisponibles, le joueur peut soit dépenser des crédits gagnés en jeu, soit utiliser des microtransactions. Des DLC en vrac sont disponibles, y compris un accès à vie qui permet à l'utilisateur d'accéder à tous les modèles actuels et futurs de la bibliothèque.

## Bibliothèque
L'une des principales caractéristiques du jeu est un catalogue en constante expansion qui remonte à 2010 (la date de la première application Gun Disassembly). En moyenne, deux nouveaux modèles sont ajoutés tous les mois. Selon les développeurs, les modèles 3D sont dessinés et animés en utilisant des armes réelles, de la documentation technique originale et des sources photographiques. Au début 2017, la bibliothèque se compose de 165 modèles, avec plus de 20 500 pièces animées individuelles ;  cela comprend des armes à feu historiques et modernes, ainsi que plusieurs pièces d'artillerie, motos, automobiles (y compris le Humvee et la DeLorean DMC-12), un véhicule blindé (BMP-3) et un avion de chasse (F4U Corsair). Un ensemble de modèles « bonus » comprend des squelettes de dinosaures et de mammifères.
| Armes et Véhicules en jeu                              | Armes et Véhicules en jeu         | Armes et Véhicules en jeu     |
| Nom                                                    | Type                              | Pays                          |
| ------------------------------------------------------ | --------------------------------- | ----------------------------- |
| AK-47                                                  | Fusil d’assaut                    | Union soviétique              |
| АК-74Н                                                 | Fusil d’assaut                    | Union soviétique              |
| Armalite AR-18                                         | Fusil d’assaut                    | États-Unis                    |
| FAMAS F1                                               | Fusil d’assaut                    | France                        |
| FN FAL                                                 | Fusil d’assaut                    | Belgique                      |
| FN SCAR                                                | Fusil d’assaut                    | Belgique                      |
| HK G3A3                                                | Fusil d’assaut                    | Allemagne                     |
| HK G36E                                                | Fusil d’assaut                    | Allemagne                     |
| LR-300 ML                                              | Fusil d’assaut                    | États-Unis                    |
| M14                                                    | Fusil d’assaut                    | États-Unis                    |
| M16A1                                                  | Fusil d’assaut                    | États-Unis                    |
| M4 carbine                                             | Fusil d’assaut                    | États-Unis                    |
| Sa vz. 58                                              | Fusil d’assaut                    | Tchécoslovaquie               |
| SIG SG 552 Commando                                    | Fusil d’assaut                    | Suisse                        |
| Steyr AUG A2                                           | Fusil d’assaut                    | Autriche                      |
| StG 44 / MP44                                          | Fusil d’assaut                    | Allemagne                     |
| TAR-21 (Tavor)                                         | Fusil d’assaut                    | Israël                        |
| AKS-74U                                                | Fusil d’assaut                    | Union soviétique              |
| AS Val                                                 | Fusil d’assaut                    | Union soviétique              |
| FG42                                                   | Fusil d'assaut                    | Allemagne                     |
| DP Fusil Mitrailleur                                   | Mitrailleuse légère               | Union soviétique              |
| L86A2 LSW                                              | Mitrailleuse légère               | Royaume-Uni                   |
| Lewis gun                                              | Mitrailleuse légère               | Royaume-Uni                   |
| M1918 Browning Automatic Rifle                         | Mitrailleuse légère               | États-Unis                    |
| PPS Fusil Mitrailleur                                  | Mitrailleuse légère               | Union soviétique              |
| Bren MKII                                              | Mitrailleuse légère               | Royaume-Uni                   |
| Madsen Fusil Mitrailleur                               | Mitrailleuse légère               | Danemark                      |
| DShK                                                   | Fusil Mitrailleur                 | Union soviétique              |
| M1919 Browning                                         | Fusil Mitrailleur                 | États-Unis                    |
| M2 Browning                                            | Fusil Mitrailleur                 | États-Unis                    |
| M134D Minigun                                          | Fusil Mitrailleur                 | États-Unis                    |
| M60                                                    | Fusil Mitrailleur                 | États-Unis                    |
| MG 3 / MG 42                                           | Fusil Mitrailleur                 | Allemagne                     |
| MG 34                                                  | Fusil Mitrailleur                 | Allemagne                     |
| PM1910 Maxim gun                                       | Fusil Mitrailleur                 | Royaume-Uni/ Union soviétique |
| PK Fusil Mitrailleur                                   | Fusil Mitrailleur                 | Union soviétique              |
| Brügger & Thomet MP9                                   | Fusil Mitrailleur                 | Suisse                        |
| FN P90                                                 | Fusil Mitrailleur                 | Belgique                      |
| HK MP5A3                                               | Fusil Mitrailleur                 | Allemagne                     |
| HK UMP45                                               | Fusil Mitrailleur                 | Allemagne                     |
| Ingram MAC-10                                          | Fusil Mitrailleur                 | États-Unis                    |
| KRISS Vector .45 ACP                                   | Fusil Mitrailleur                 | États-Unis                    |
| M3 Grease Gun                                          | Fusil Mitrailleur                 | États-Unis                    |
| MP 40                                                  | Fusil Mitrailleur                 | Allemagne                     |
| PPD-40                                                 | Fusil Mitrailleur                 | Union soviétique              |
| PPSh-41                                                | Fusil Mitrailleur                 | Union soviétique              |
| Škorpion vz. 61                                        | Fusil Mitrailleur                 | Tchécoslovaquie               |
| Sten Mk II                                             | Fusil Mitrailleur                 | Royaume-Uni                   |
| Sterling L2A3 (Mark IV)                                | Fusil Mitrailleur                 | Royaume-Uni                   |
| Thompson M1928A1                                       | Fusil Mitrailleur                 | États-Unis                    |
| Uzi                                                    | Fusil Mitrailleur                 | Israël                        |
| Owen Gun                                               | Fusil Mitrailleur                 | Australie                     |
| Ruger Precision Rifle                                  | Fusil Bolt-Action                 | États-Unis                    |
| AMT Backup                                             | Arme de Poing                     | États-Unis                    |
| APS Stechkin                                           | Arme de Poing                     | Union soviétique              |
| Beretta 92FS                                           | Arme de Poing                     | Italie                        |
| Beretta Px4 Storm                                      | Arme de Poing                     | Italie                        |
| Borchardt C-93                                         | Arme de Poing                     | Allemagne                     |
| Browning Buck Mark                                     | Arme de Poing                     | États-Unis                    |
| Browning Hi-Power                                      | Arme de Poing                     | Belgique                      |
| Beretta 93R                                            | Arme de Poing                     | Italie                        |
| Colt 1911A1                                            | Arme de Poing                     | États-Unis                    |
| Colt M1903 Pocket Hammer                               | Arme de Poing                     | États-Unis                    |
| COP .357 Derringer                                     | Arme de Poing                     | États-Unis                    |
| CZ 52                                                  | Arme de Poing                     | Tchécoslovaquie               |
| CZ 75                                                  | Arme de Poing                     | Tchécoslovaquie               |
| IMI Desert Eagle .44                                   | Arme de Poing                     | Israël/ États-Unis            |
| Dreyse M1907                                           | Arme de Poing                     | Allemagne                     |
| FN Five-seveN                                          | Arme de Poing                     | Belgique                      |
| FP-45 Liberator                                        | Arme de Poing                     | États-Unis                    |
| Glock 19                                               | Arme de Poing                     | Autriche                      |
| GSh-18                                                 | Arme de Poing                     | Russie                        |
| HK USP                                                 | Arme de Poing                     | Allemagne                     |
| Intratec TEC-9                                         | Arme de Poing                     | États-Unis                    |
| IWI Jericho 941                                        | Arme de Poing                     | Israël                        |
| Kel-Tec PLR-16                                         | Arme de Poing                     | États-Unis                    |
| Lahti L-35 (M/40)                                      | Arme de Poing                     | Finlande                      |
| Luger P08                                              | Arme de Poing                     | Allemagne                     |
| Makarov PM                                             | Arme de Poing                     | Union soviétique              |
| Mars Automatic Arme de Poing                           | Arme de Poing                     | Royaume-Uni                   |
| Mauser 1910                                            | Arme de Poing                     | Allemagne                     |
| Mauser C96                                             | Arme de Poing                     | Allemagne                     |
| MP-443 Grach                                           | Arme de Poing                     | Russie                        |
| Nambu Type 14                                          | Arme de Poing                     | Japon                         |
| Protector Palm Arme de Poing                           | Arme de Poing                     | France                        |
| PSS silent                                             | Arme de Poing                     | Union soviétique              |
| Remington Derringer                                    | Arme de Poing                     | États-Unis                    |
| Ruger LCP                                              | Arme de Poing                     | États-Unis                    |
| Ruger Mark II                                          | Arme de Poing                     | États-Unis                    |
| Ruger SR9                                              | Arme de Poing                     | États-Unis                    |
| S&W M&P .40                                            | Arme de Poing                     | États-Unis                    |
| S&W Sigma                                              | Arme de Poing                     | États-Unis                    |
| SIG Sauer P228                                         | Arme de Poing                     | Allemagne                     |
| SIG SP2022                                             | Arme de Poing                     | Suisse                        |
| Springfield XDm                                        | Arme de Poing                     | Croatie                       |
| TT                                                     | Arme de Poing                     | Union soviétique              |
| Walther P38                                            | Arme de Poing                     | Allemagne                     |
| Walther P99 AS                                         | Arme de Poing                     | Allemagne                     |
| Walther PP                                             | Arme de Poing                     | Allemagne                     |
| Welrod                                                 | Arme de Poing                     | Royaume-Uni                   |
| Mannlicher M1905                                       | Arme de Poing                     | Allemagne                     |
| Chiappa Rhino 60DS                                     | Revolver                          | Italie                        |
| Colt Python                                            | Revolver                          | États-Unis                    |
| Colt Single Action Army                                | Revolver                          | États-Unis                    |
| Colt Walker                                            | Revolver                          | États-Unis                    |
| M1895 Nagant                                           | Revolver                          | Belgique                      |
| Ruger LCR                                              | Revolver                          | États-Unis                    |
| Ruger New Vaquero                                      | Revolver                          | États-Unis                    |
| Ruger Old Army                                         | Revolver                          | États-Unis                    |
| Ruger Super Redhawk                                    | Revolver                          | États-Unis                    |
| S&W Model 53                                           | Revolver                          | États-Unis                    |
| S&W Model 3 Russian                                    | Revolver                          | États-Unis                    |
| S&W Model 500                                          | Revolver                          | États-Unis                    |
| Webley–Fosbery automatic Revolver                      | Revolver                          | Royaume-Uni                   |
| Webley Mk VI                                           | Revolver                          | Royaume-Uni                   |
| Harper's Ferry 1805                                    | Fusil à Silex                     | États-Unis                    |
| CheyTac M200 Intervention                              | Fusil Bolt-Action                 | États-Unis                    |
| Lee-Enfield No.1 Mk III                                | Fusil Bolt-Action                 | Royaume-Uni                   |
| M1891 Mosin                                            | Fusil Bolt-Action                 | Union soviétique              |
| M1903A3 Springfield                                    | Fusil Bolt-Action                 | États-Unis                    |
| MAS-36                                                 | Fusil Bolt-Action                 | France                        |
| Karabiner Model 1931 (K31)                             | Fusil Bolt-Action                 | Suisse                        |
| Mauser Karabiner 98k                                   | Fusil Bolt-Action                 | Allemagne                     |
| Remington 700                                          | Fusil Bolt-Action                 | États-Unis                    |
| Steyr Scout                                            | Fusil Bolt-Action                 | Autriche                      |
| Type 99 Arisaka rifle                                  | Fusil Bolt-Action                 | Japon                         |
| Galil ARM                                              | Fusil Bolt-Action                 | Israël                        |
| Barrett M107                                           | Carabine à Chargement Automatique | États-Unis                    |
| Beretta Cx4 Storm                                      | Carabine à Chargement Automatique | Italie                        |
| Calico M100                                            | Carabine à Chargement Automatique | États-Unis                    |
| Dragunov SVD                                           | Carabine à Chargement Automatique | Union soviétique              |
| HK SL9SD                                               | Carabine à Chargement Automatique | Allemagne                     |
| M1 carbine                                             | Carabine à Chargement Automatique | États-Unis                    |
| M1 Garand                                              | Carabine à Chargement Automatique | États-Unis                    |
| OSV-96                                                 | Carabine à Chargement Automatique | Russie                        |
| Ruger .22 Charger                                      | Carabine à Chargement Automatique | États-Unis                    |
| SIG SG 550 Sniper                                      | Carabine à Chargement Automatique | Suisse                        |
| SKS                                                    | Carabine à Chargement Automatique | Union soviétique              |
| SVT-40                                                 | Carabine à Chargement Automatique | Union soviétique              |
| VSS Vintorez                                           | Carabine à Chargement Automatique | Union soviétique              |
| Marlin 336 Deluxe                                      | Fusil à Levier                    | États-Unis                    |
| Winchester modèle 1873                                 | Fusil à Levier                    | États-Unis                    |
| Ruger No. 1                                            | Falling-block rifle               | États-Unis                    |
| Benelli M3 Super 90                                    | Fusil à Pompe                     | Italie                        |
| Browning Auto-5                                        | Fusil à Pompe                     | États-Unis                    |
| Daewoo USAS-12                                         | Fusil à Pompe                     | Corée du Sud                  |
| Franchi SPAS-12                                        | Fusil à Pompe                     | Italie                        |
| Mossberg 500 SPX                                       | Fusil à Pompe                     | États-Unis                    |
| Pancor Jackhammer                                      | Fusil à Pompe                     | États-Unis                    |
| Remington 870                                          | Fusil à Pompe                     | États-Unis                    |
| Saiga-12                                               | Fusil à Pompe                     | Russie                        |
| Winchester Model 1897                                  | Fusil à Pompe                     | États-Unis                    |
| Winchester Model 21                                    | Fusil à Pompe                     | États-Unis                    |
| Boys Fusil Anti-Char                                   | Fusil Anti-Char                   | Royaume-Uni                   |
| PTRS-41                                                | Fusil Anti-Char                   | Union soviétique              |
| PTRD-41                                                | Fusil Anti-Char                   | Union soviétique              |
| M32 MGL                                                | Lance-Grenades                    | Afrique du Sud                |
| M79                                                    | Lance-Grenades                    | États-Unis                    |
| RPG-7                                                  | Lance-Roquette                    | Union soviétique              |
| 8,8cm FlaK                                             | Artillerie                        | Allemagne                     |
| ZiS-3 (76-мм divisional gun M1942)                     | Artillerie                        | Union soviétique              |
| AC (Shelby) Cobra                                      | Automobile                        | Royaume-Uni                   |
| Custom Hot Rod                                         | Automobile                        |                               |
| Lotus Seven                                            | Automobile                        | Royaume-Uni                   |
| DeLorean DMC-12 (dont la version Retour vers le futur) | Automobile                        | États-Unis                    |
| HMMWV A2 (Humvee)                                      | Automobile                        | États-Unis                    |
| BMP-3                                                  | Véhicule Blindé                   | Union soviétique              |
| Chance Vought F4U Corsair                              | Avion                             | États-Unis                    |
| Captain America (moto de Easy Rider)                   | Moto                              | États-Unis                    |
| Ducati 916                                             | Moto                              | Italie                        |
| Allosaurus Squelette                                   | Squelette                         | Jurassique                    |
| Wolf Squelette                                         | Squelette                         | Pleistocene                   |
| Gorille Squelette                                      | Squelette                         | Pliocene                      |
| Cheval Squelette                                       | Squelette                         | Pleistocene                   |
| Lion Squelette                                         | Squelette                         | Pleistocene                   |
| Homo sapiens Squelette                                 | Squelette                         | Pleistocene                   |